# Knight Rider 2000
Knight Rider 2000 ist ein US-amerikanischer Fernsehfilm aus dem Jahr 1991. Ihm dient die 1980er-Jahre-Serie Knight Rider als Grundlage. Der Film erschien in Deutschland im September 1992 auf Video. Nachfolgende Serien des Knight-Rider-Franchise, wie zum Beispiel Team Knight Rider basieren nicht auf diesem Film und nehmen keine Rücksicht auf die in ihm gezeigten Geschehnisse.

## Handlung
Die Stadt Los Angeles im Jahr 2000: Um Todesfälle durch Waffengewalt zu vermeiden, werden Polizisten nur noch mit Betäubungswaffen ausgestattet. Die junge Polizistin Shawn kommt einem Handel mit tödlichen Waffen, an dem einige ihrer Kollegen beteiligt sind, auf die Spur und wird bei einem Schusswechsel lebensgefährlich verletzt.
Zur gleichen Zeit kämpft Devon Miles als bisheriger Leiter der Foundation für Recht und Verfassungsfragen um ihren Fortbestand. Sollte es ihm nicht gelingen, den neuen „Knight Industries 4000“ (K.I.F.T.) innerhalb der sehr kurzen Frist von 30 Tagen fertigzustellen, will der Bürgermeister der Stadt der Foundation zugesagte Geldmittel streichen. Dadurch würde sie ihren bisherigen Status als offizielle städtische Ermittlungsbehörde verlieren. Es muss daher dringend ein Erfolg erzielt werden, um die Legitimation der Foundation dauerhaft zu sichern. Nach Ansicht Devons kann diesen Erfolg nur ein Mann erreichen, und zwar Michael Knight.
Dieser hat die Foundation vor 10 Jahren verlassen und sich in ein Haus in der Einöde zurückgezogen, wo er seinen vorzeitigen Ruhestand genießt und vor allem an seinem Oldtimer bastelt. Dennoch erklärt er sich nach einigem Bitten von Seiten Devons bereit, zeitlich befristet in den aktiven Dienst der Foundation zurückzukehren, um ihr ein letztes Mal zu helfen. Seine einzige Bedingung: Sein alter Partner K.I.T.T. muss ihm wieder zur Seite gestellt werden. Jedoch hat Devons Nachfolger als Leiter der Foundation, Russell Maddock, in der Zwischenzeit und ohne dem Einverständniss Devons, sich dazu entschlossen, einen Großteil der Komponenten von K.I.T.T. zu verkaufen, um dringend benötigte Geldmittel zu erlangen. Schließlich wurde der Wagen weitestgehend ausgeschlachtet. Jedoch gelingt es Michael, die noch vorhandenen Komponenten von K.I.T.T. in seinen Oldtimer einzubauen, so dass K.I.T.T. (als KI) wieder für den aktiven Dienst eingesetzt werden kann. Jedoch stehen einige von K.I.T.T.s ursprünglichen Funktionen wie eine sehr hohe Geschwindigkeit, der Turbo-Boost oder der molekulare Versiegelungsschutz nicht mehr zur Verfügung.
Mittlerweile ist Shawn, die aus dem aktiven Polizeidienst ausgeschieden ist, genesen und bewirbt sich bei der Foundation. Als sich herausstellt, dass bei ihr zentrale Komponenten K.I.T.T.s aufgrund ihrer schweren Verletzungen, die sie sich bei dem Attentat, das auf sie verübt wurde, zugezogen hat, verbaut wurden, wird sie eingestellt. Gemeinsam mit Michael und K.I.T.T. geht sie auf Verbrecherjagd. Parallel zu diesen Ereignissen wurde der verurteilte Verbrecher Thomas J. Watts aus dem Gefängnis entlassen. Da im Jahr 2000 aus Kostengründen kaum mehr Haftstrafen verhängt werden und die Todesstrafe abgeschafft wurde, wurde er zum Zeitpunkt seiner Verurteilung eingefroren. Nach seiner Entlassung baut er innerhalb kurzer Zeit einen Schmugglerring hinsichtlich illegaler tödlicher Schusswaffen auf. Ein Großteil von Shawns ehemaligen und anscheinend korrupten Kollegen bei der Polizei in Los Angeles werden von ihm angeworben. Im Zuge der Ermittlungen durch das Trio stellt sich später heraus, dass er es war, der das Attentat auf Shawn verübt hat. Außerdem muss das Trio weitere Rückschläge hinnehmen. Folglich tötet Watts Devon Miles durch eine Giftspritze und K.I.T.T stürzt in einen Fluss und geht dabei unter. Maddock ist nach dem Tod Devons nun der alleinige Leiter der Foundation und der K.I.F.T., der von Devon noch vor seinem Tod als seelenlos bezeichnet wurde, ist fertiggestellt. Jedoch kommt es zu einem Streit zwischen Maddock und Michael, da Maddock sich weigert, K.I.T.T. wieder in Stand zu setzen. Schließlich verlässt Michael wieder die Foundation. K.I.T.T. wird zwar geborgen, bleibt aber als Wrack vorerst zurück. Jedoch schleicht sich Michael einige Wochen später heimlich ins Hauptquartier der Foundation und schafft es, die noch funktionstüchtige CPU von K.I.T.T. in das Chassis des K.I.F.T. einzubauen. Diese ist mit dem neuen Wagen zum großen Teil kompatibel. Gemeinsam mit Shawn verfolgen sie nun Watts und seine Komplizen. Es gelingt ihnen, diese zu stellen. Letztlich kommt Watts bei einer Schießerei in einem Einkaufszentrum ums Leben. Es stellt sich heraus, dass es letztlich der amtierende Bürgermeister der Stadt Los Angeles war, der als Drahtzieher der illegalen Aktivitäten Watts agierte.
Schließlich übergibt Michael Knight symbolisch den „Schlüssel“ für K.I.T.T. an Shawn, so dass sie fortan mit Hilfe des Wunderautos an ihrer Seite das Verbrechen im Namen von „Recht und Verfassung“ wieder verfolgen kann.

## Entstehung

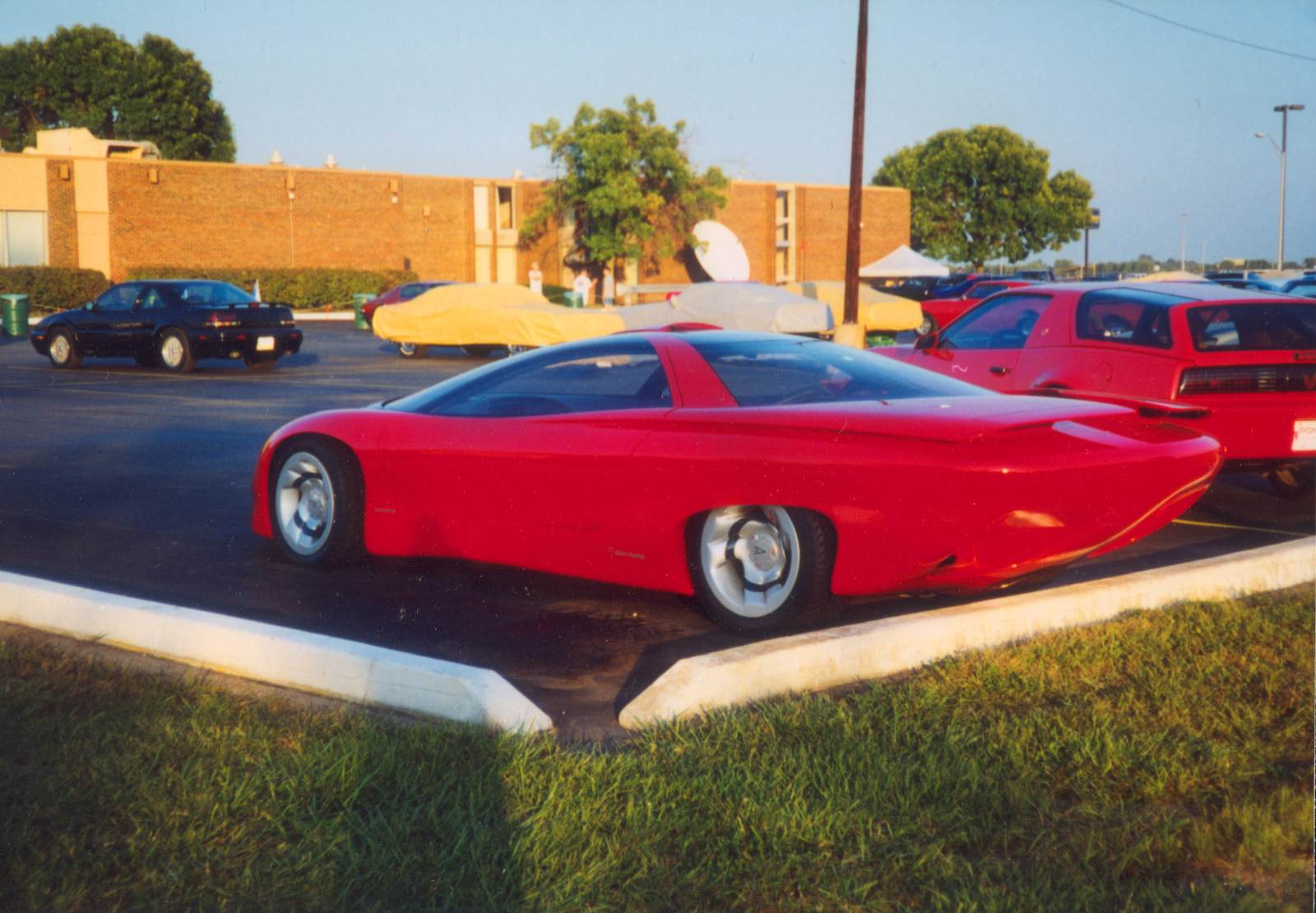
Links die original 1988er Pontiac Banshee IV Designstudie. Rechts das ursprüngliche Chassis von K.I.T.T. mit veränderter Heckklappe als Designstudie für eine rote Kombivariante.

Mit diesem Film sollten die Fans der Serie Knight Rider aus den 1980er Jahren auf eine mögliche neue Serie und den damit verbundenen Generationswechsel in der Besetzung eingestimmt werden. Das Engagement von David Hasselhoff (Michael Knight) und Edward Mulhare (Devon Miles) dienten nur dazu, die Zuseher der alten Serie für eine mögliche neue Knight-Rider-Serie zu gewinnen. Beide Schauspieler hatten vorab angekündigt, dass sie kein Interesse mehr daran hätten, wieder in einer neuen Knight-Rider-Serie dauerhaft mitzuwirken und dass sie ihren Auftritt nur auf diesen Pilotfilm beschränken würden.
Bei dem Chassis des Knight 4000 handelt es sich um einen Dodge Stealth, der nach dem Vorbild des Konzeptautos Pontiac Banshee IV aus dem Jahr 1988 verändert wurde, da das Studio nicht an das originale Modell herankam. Diese fahrbare Designstudie beeinflusste die letzten Jahre die Konzeption der 3. und anfangs auch der 4. Generation des Pontiac Firebird. Die ursprüngliche Requisite für K.I.T.T. in der Fernsehserie Knight Rider war ein leicht veränderter Pontiac Firebird Trans Am der 3. Generation der ersten Baujahre.

## Veröffentlichung
Im September 1992 erschien der Film in Deutschland auf VHS. 2005 wurde er als Teil des Bonusmaterials der 1. Staffel der Originalserie auf DVD veröffentlicht. Er ist auch in allen späteren DVD-Komplettboxen mit allen 4 Staffeln enthalten. Eine Einzelveröffentlichung auf DVD erfolgte nicht.

## Rezeption
Die damals ohnehin bereits stark geschrumpfte Fangemeinde der Serie reagierte jedoch größtenteils negativ auf diesen Film, der schließlich zum Flop wurde, so dass eine weitere Planung für eine neue Knight-Rider-Serie, die auf den Handlungen dieses Films aufbauen sollte, niemals realisiert wurde.

Am 27. November 2015 war Knight Rider 2000 im Rahmen der Reihe Die schlechtesten Filme aller Zeiten (SchleFaZ) auf dem Sender Tele 5 im deutschen Fernsehen zu sehen. Er wurde von Oliver Kalkofe und Peter Rütten kommentiert.

„Harte Action-Unterhaltung im Science-Fiction-Gewand; die kritischen Akzente bleiben aufgesetzt.“